# Marta Sango
Marta Sánchez Gómez (Torre del Mar, Vélez-Málaga, província de Màlaga, 28 de juny de 2000), més coneguda com a Marta Sango, és una cantant, compositora i actriu espanyola que va saltar a la fama després de la seva participació en el programa Operación Triunfo 2018.

## Biografia
Va néixer el 28 de juny de 2000 a la Província de Màlaga. Va prendre classes de guitarra elèctrica des que era petita i als 14 anys va entrar a la Coral Jove Stella Maris de Torre de la Mar. Posteriorment, va ser part d'un grup a cappella anomenat Artmonies
Als 18 entraria a l'acadèmia d'Operación Triunfo.

## Trajectòria

### 2018: Operación Triunufo
Marta Sango va presentar-se al càsting d'Operación Triunfo 2018, passant totes les seves fases i accedint a la gala 0 del programa, on seria escollida com una dels 16 concursants de l'edició.
Algunes de les actuacions més destacades de Sango durant el seu pas pel programa Entre les seves actuacions més destacades dins del programa es troben Leave me alone de Michael Jackson i One more try de George Michael.
Va arribar a estar nominada quatre cops, sent expulsada a la Gala 11 i quedant en 7a posició.
Després de la finalització del programa, els concusrants de l'edició van realitzar una gira per Espanya actuant al WiZink Center de Madrid i el Palau Sant Jordi de Barcelona.

### 2019: Inicis, La Llamada, Primer senzill
Posteriorment a la seva sortida de l'acadèmia, va participar a La mejor canción jamás cantada, interpretant Ave María de David Bisbal a la tercera gala dedicada a la dècada dels 2000, resultant-ne la guanyadora.
Durant la final del mateix programa Marta Sango va haver d'interpretar La Flaca de Jarabe de Palo, quedant tercera.
Des d'octubre de 2019 Sango forma part del musical La Llamada en el paper de Susana Romero.
El dia 27 de desembre de 2019 publicaria el seu primer senzill com a solista «Por ti» sota el segell discogràfic Universal Music.

### 2020
Un any després de publicar el seu primer senzill llençaria el segon el dia 29 de desembre sota el títol «¿Qué más quieres de mí?» sota el segell discogràfic Blanco i Negre Music.

### 2021-2022
Sango continua formant part del musical de La Llamada.
El 10 de desembre de 2021, RTVE anunciaria que Marta Sango seria una de les participants del Benidorm Fest amb el seu tema «Sigues en mi mente», amb la intenció de representar a Espanya en el Festival de la Cançó d'Eurovisió 2022. Sango resultaria eliminada a la segona semifinal, ocupant la 10a posició en el festival.
El 18 de febrer va publicar la intro anomenada 'Disparar' com a tràiler d'un disc que publicaria en 2022.
El 25 de març publicaria el senzill 'Escapar', amb videoclip inclòs.
A principis d'abril s'anuncia la seva participació al 'Weekend Beach Festival' celebrat al juliol en Torre de la Mar, que és també el seu poble.
Sango participa també en el "Atlantic Pride" el 8 de juliol, celebrat a la Corunya, per segon any consecutiu.
Durant 2022 participaria amb els seus ballarins Andoni i Manu a un curt promocional de Netflix Espanya per donar suport a la candidatura de Chanel en el festival de la cançó d'Eurovisió 2022.
El 20 de maig de 2022 Sango participa en la benvinguda del Cool Fest de Figuerola com a convidada especial en el Centre Comercial Miramar.
Marta Sango seria també part del cartell del Pride de Barcelona, celebrat el 24 i 25 de juny.

## Discografia

### Senzills
| Any  | Títol                   | Composició                                 |
| ---- | ----------------------- | ------------------------------------------ |
| 2019 | Por ti                  | Marta Sango, René, Luis Sansó Gil          |
| 2020 | ¿Qué más quieres de mí? | Marta Sango, René, Luis Sansó Gil          |
| 2021 | Sigues en mi mente      | Marta Sango, Vaig rajar López, Marco Frías |
| 2022 | Disparar                | Marta Sango                                |
| 2022 | Escapar                 | Marta Sango                                |
| 2022 | La Corriente            | Marta Sango, Rakky Ripper                  |

## Teatre
| Obres de teatre | Obres de teatre      | Obres de teatre | Obres de teatre                | Obres de teatre |
| Any             | Obra                 | Personatge      | Director(és)                   |                 |
| --------------- | -------------------- | --------------- | ------------------------------ | --------------- |
| 2019-Present    | La llamada (musical) | Susana Romero   | Javier Ambrossi i Javier Calvo |                 |

## Filmografia

### Programes de televisió
| Any  | Programa                       | Cadena | Funció     | Dades                                            |
| ---- | ------------------------------ | ------ | ---------- | ------------------------------------------------ |
| 2018 | Operación Triunfo              | La 1   | Concursant | 7° Posició                                       |
| 2019 | La mejor canción jamás cantada | La 1   | Concursant | Gal·la 3 (Guanyadora), Gala final (3era Posició) |
| 2022 | Benidorm Fest                  | La 1   | Concursant | 10° Posició                                      |

### Sèries
| Any  | Títol         | Personatge   | Cadena  | Dades                           |
| ---- | ------------- | ------------ | ------- | ------------------------------- |
| 2019 | Paquita Salas | Ella mateixa | Netflix | 1.er episodi de la 3ª temporada |

### Curtmetratges
| Any  | Títol           | Personatge   | Producció   |
| ---- | --------------- | ------------ | ----------- |
| 2021 | Cerdo agridulce | Sabrina      | Cosmic tree |
| 2022 | Calamarfest     | Ella mateixa | Netflix     |

## Premis i nominacions

### BroadwayWorld Spain
| Any  | Categoria               | Premi                    | Resultat |
| ---- | ----------------------- | ------------------------ | -------- |
| 2020 | Millor Actriu Principal | BroadwayWorld Spain 2020 | Nominada |

### Premis Actuality
| Any  | Categoria         | Premi                 | Resultat   |
| ---- | ----------------- | --------------------- | ---------- |
| 2020 | Artista Actuality | Actuality Awards 2020 | Guanyadora |